# Шаумян, Лев Степанович
Лев Степа́нович Шаумя́н (25 апреля 1904, Тифлис — 24 мая 1971, Москва) — советский учёный и журналист. Заслуженный работник культуры РСФСР (1970).

## Биография
Сын революционера Степана Шаумяна. После временного падения Советской власти в Баку в сентябре 1918 арестован, вместе с бакинскими комиссарами содержался в тюрьме. В 1919—1920 на подпольной партийной работе в Баку и Тбилиси. Член КПСС с 1919. В 1922—1923 учился в Коммунистическом институте им. Я. М. Свердлова, был женат. В 1924—1932 на партийной работе в Царицыне (Волгоград), Ростове-на-Дону. В 1948 окончил Высшую партийную школу при ЦК ВКП(б).
В 1932—1946 возглавлял редакции ряда газет (1941—1946 ответственный редактор газеты «Уральский рабочий»). С 1949 в издательстве «Советская энциклопедия»; с 1954 член Главной редакции и заместитель главного редактора Большой советской энциклопедии.